# Quatermass
A Quatermass brit rocktrió 1969. szeptemberében alakult supergroup. A zenekar neve az 1950-es években népszerű BBC sci-fi sorozat egy főszereplőjének, Bernard Quatermass professzornak nevéből származik. Mindhárom tag korábban már híres zenekarokban játszott. A felállás az ELP-hez hasonló:
- Mick Underwood - dobok;
- John Gustafson - basszusgitár, ének;
- Peter Robinson - billentyűs hangszerek.

A zene stílusában is hasonlítható az ELP-hez, emellett azonban a hard rock más nagy képviselőinek stílusa is megtalálható benne, mint a Deep Purple (Gustafson később a Ian Gillan Bandban is játszott). A Deep Purple hasonlósága a stílus összességében és a billentyűs játékában is felismerhető, akinek játéka méltán mérhető össze Jon Lorddal. A billentyű-centrikus zenék virágkora volt ez. Ritchie Blackmore-t az In Rock felvételeinél a Quatermass zenéje inspirálta, később a Stormbringer albumon kifejezetten felhasználta a Black Sheep of the Family motívumait. Sőt az Elf a Rainbow megalakulását megelőzően ugyanezzel a címmel adta ki saját albumán. Peter Robinson billentyűjátékára épül a zene, amelyet nagyon kemény alappal támogat meg a ritmusszekció. A stúdiófelvételeken a lassabb dalokban 36 tagú vonósegyüttes is megszólal.
Összességében egy tömör és fajsúlyos brit rockzene, amiből a progresszív metál kinőtte magát. Zenei teljesítményben kiváló, az Allmusic szerint az ötös skálán 4-es, az Artiston 5-ös, a Prog Archivesben 3,5-ös.
1970. májusában egyetlen albumot adtak ki és egy kislemezt, majd 1972-ben még két kislemezt. A zeneileg kiváló kislemez, majd a nagylemez is megbukott a kiadás évében, ezért  zenekar 1971-ben, további két kislemez kiadása után feloszlott. Az Allmusic értékelése szerint a Quatermass egyetlen csodája az, hogyan lehetett ennyire figyelmen kívül hagyni a megjelenését.
1997-ben Mick Underwood új zenekart alapított, amely ismét Quatermass néven adott ki egy albumot Long Road címen. A közreműködők Nick Simper basszusgitáros (ex-Deep Purple) és Bart Foley gitáros (ex-Black Sabbath, Iron Maiden). John Gustafson, az eredeti basszusgitáros két számot is írt az albumra.
2014. szeptember 14-én Gustafson elhunyt.

## Diszkográfia
- Quatermass, 1970 (LP)

1. Entropy (Robinson) - 1:10
2. Black Sheep of the Family (Hammond) - 3:36
3. Post War Saturday Echo (Gustafson, Robinson, Ross) - 9:42
4. Good Lord Knows (Gustafson) - 2:54
5. Up on the Ground (Gustafson) - 7:08
6. Gemini (Hammond) - 5:54
7. Make up Your Mind (Hammond) - 8:44
8. Laughlin' Trackle (Robinson) - 10:35
9. Entropy (Robinson) - 0:40
10. One Blind Mice (Gustafson) - 3:15 (bónusz, 1998-as kiadás)
11. Punting (Gustafson) - 7:09 (bónusz, 1998-as kiadás)

Az album egyes számaiban nagyon sok vendégzenész szerepel:
Les Maddox (hegedű); Joe Mudele (nagybőgő); Henry Myerscough (mélyhegedű); Harold Parfitt (hegedű); Boris Rickleman (cselló); Jack Rothstein (hegedű); Paul Scherman (hegedű); Charlie Vozanger (hegedű); Arthur WattsDouble (nagybőgő); Chris Wellington (mélyhegedű); Peter Wilson (cselló); Bill Armon (hegedű); Gerald Enns (hegedű); Francis Gabarr (cselló); John Kirkland (hegedű); Billy Millar (hegedű); Steve Shingle (mélyhegedű); Ian White (mélyhegedű); Freddy Alexander (cselló); John D. Graham (mélyhegedű); Michael Caton Jones (hegedű); Frederick J. Alexander (cselló); Paul Buckmaster (cselló); Frank Clarke (nagybőgő); Laurie Clay (hegedű); Henry Datyner (hegedű); David Katz (hegedű); Bernard Davis (hegedű); Tony Gilbert (hegedű); Johnny Graham (mélyhegedű); Chris Green (cselló); Derek Jacobs (hegedű); Homi Kanga (hegedű).
- Black Sheep of the Family / Good Lord, 1970 (SP)
- One Blind Mice / Punting, 1971 (SP)
- Gemini / Black Sheep of the Family, 1971 (SP)
- Long Road (Quatermass II), 1997. (LP)

1. Prayer for the Dying (Foley)
2. Good Day to Die (Davis, Foley)
3. Wild Wedding (Gustafson)
4. Suicide Blonde (Davis, Foley)
5. River (Bernie Torme)
6. Long Road (Foley, Younger)
7. Woman in Love (Foley)
8. Hit and Run (Foley)
9. Daylight Robbery (Gustafson)
10. Coming Home (Foley)
11. Circus (Quatermass II)